# Пателлы
Пателлы (лат. Patella) — род морских брюхоногих моллюсков из семейства блюдечек (Patellidae).

## Описание
Тело моллюска длиной от 2 до 11 см. Раковина коническая, блюдцевидная, гладкая или ребристая. Обитают в основном в приливно-отливной зоне, чаще на скалистом субстрате.
Виды Patella vulgata, Patella pellucida распространены в береговой зоне европейских морей. В Чёрном море довольно многочисленная Patella pellucida. В ископаемом состоянии морские блюдечки известны начиная с нижнего кембрия.
Некоторые из видов рода являются ценными морепродуктами, которые употребляют в пищу на Азорских островах, Мадейре и Канарских островах.

## Виды
Подрод Patella Linnaeus, 1758
- Patella aspera Röding, 1798[3]
- Patella baudonii Drouet, 1858[4]
- Patella caerulea Linnaeus, 1758[5]
- Patella depressa Pennant, 1777[6]
- Patella ferruginea Gmelin, 1791[7]
- Patella gomesii Drouet, 1858[8]
- Patella lowei d'Orbigny, 1839[9]
- Patella moreleti Drouet, 1858[10]
- Patella pellucida Linnaeus, 1758[11]
- Patella piperata Gould, 1846[12]
- Patella rustica Linnaeus, 1758[13]
- Patella vulgata Linnaeus, 1758[14]

Подрод Patellona Thiele in Troschel & Thiele, 1891
- Patella canescens Gmelin, 1791[16]
- Patella lugubris Gmelin, 1791[17]
- Patella plumbea Lamarck, 1819[18]
- Patella adansonii Dunker, 1853[19]

Подрод ?
- Patella candei d'Orbigny, 1839[20]
- Patella citrullus Gould, 1846[21]
- Patella depsta Reeve, 1855[22]
- Patella electrina Reeve, 1854[23]
- Patella mexicana  Broderip, W.J. & G.B. I Sowerby, 1829
- Patella natalensis Krauss[24]
- Patella rangiana Rochebrune, 1882[25]
- Patella skelettensis Massier, 2009[26]
- Patella swakopmundensis Massier, 2009[27]
- Patella ulyssiponensis Gmelin, 1791[28]
- Patella variabilis Krauss, 1848[29]